# 感受野
一个感觉神经元的感受野（英語：Receptive field）是指这个位置里适当的刺激能够引起该神经元反应的区域。感受野一词主要是指听觉系统、本体感觉系统和视觉系统中神经元的一些性质。